# Friedrich Mauz
Friedrich Robert Mauz (ur. 1 maja 1900 w Esslingen, zm. 7 lipca 1979 w Münster) – niemiecki lekarz psychiatra i neurolog, zbrodniarz nazistowski.
W czasie wojny zajmował się selekcją osób niepełnosprawnych umysłowo, wybierając wśród chorych osoby do zabicia w ramach niemieckiego programu eutanazji Akcja T4. Po wojnie został wybrany do Rady Doradczej Niemieckiego Towarzystwa do Walki ze Stwardnieniem Rozsianym.